# Судити по совісті. Історія про справедливість і спокуту
Судити по совісті. Історія про справедливість і спокуту (англ. Just Mercy: A Story of Justice and Redemption by Bryan Stevenson) - книжка Браяна Стівенсона, засновника та виконавчого директора Montgomery-based Equal Justice Initiative, бестселер New York Times, книга року за версією The New York Times, The Washington Post, The Boston Globe, The Seattle Times, Esquire, переможець Carnegie Medal for Excellence в галузі документальної літератури. Вперше опублікована 21 жовтня 2014 року. У 2017 перекладена українською мовою видавництвом «Наш формат» (перекладач - Мирослава Антонович).

## Огляд книги
Несправедливість в системі правосуддя стала важливим питанням сьогодення. Автор розповідає історії з життя своїх клієнтів, наводить переконливі аргументи на шляху досягнення справжнього правосуддя і подає ґрунтовні аргументи необхідності налагодити нашу зіпсовану систему справедливості. . 
Браян Стівенсон працював молодим адвокатом, коли заснував «Ініціативу рівного правосуддя» - юридичну практику, спрямовану на захист найбільш потребуючих верств населення: бідних, помилково засуджених, жінок та дітей, які стали жертвою кримінального правосуддя. Його першою справою став захист молодого чоловіка, засудженого до смерті через вбивство, до якого він насправді не був причетний. Цей випадок змінив Браяна, зокрема його розуміння милосердя та справедливості. 
Автор розповідає історії з життя своїх клієнтів, наводить переконливі аргументи на шляху досягнення справжнього правосуддя.
«Надихає...стильна, сутнісна та зрозуміла робота… Стівенсон не тільки професійний юрист, але і обдарований автор», - The Washington Post. 

## Переклад українською
- Стівенсон, Браян. Судити по совісті. Історія про справедливість і спокуту / пер. Мирослава Антонович. К.: Наш Формат, 2017. —  352 с. — ISBN 978-617-7279-72-2